# スムース・トランスファー・フォーカス
スムース・トランスファー・フォーカス（Smooth Transfer  Focus、略称:STF）は、中心部から周辺部に向けて透過光量がなだらかに変化する特殊な光学系やフィルタ（アポダイゼーション光学エレメント、アポダイゼーションフィルタ）により、ボケ像を滑らかにした写真レンズの方式である。

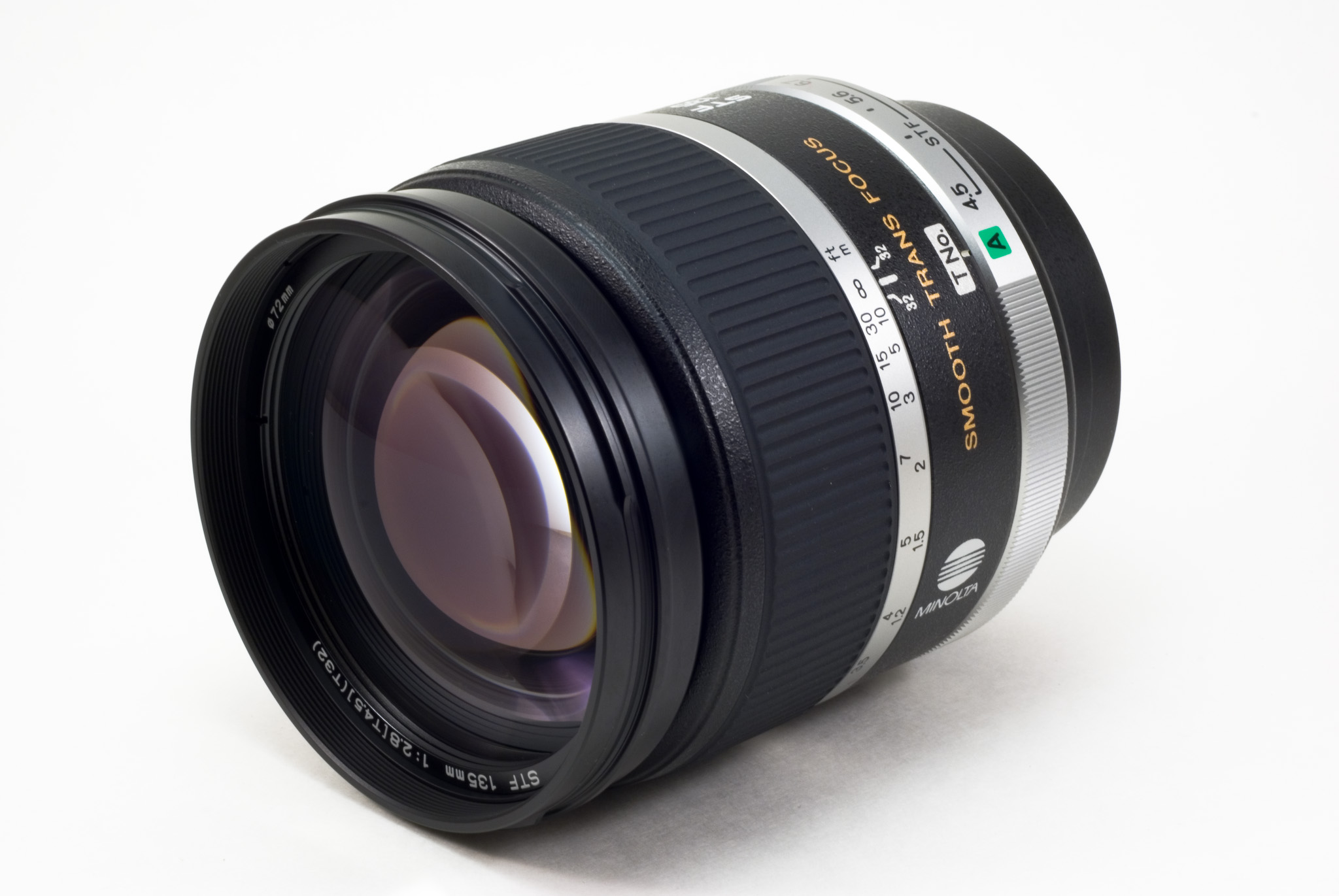
STF 135mmF2.8[T4.5

## 概要
写真において、ピントの合っていないアウトフォーカス部の、いわゆる「ボケ」は、点像が絞りの形状を反映した形に広がったりするため、しばしば「2線ボケ」等の綺麗でない像となる。これを、絞りに相当する光学エレメントとして中心部から周辺部に向けて透過光量がなだらかに変化する特殊な光学系やフィルタを使用することで、ボケ像を滑らかにすることができる。
しかし、一種のNDフィルターであるアポダイゼーション光学エレメントにより光量を損失し暗くなる。そのため、露光計算ではT値を、被写界深度計算ではF値を使い分ける必要がある。また、原理上ある程度絞りを開けた状態で使用しないと効果が出ない。
原理自体は古くから知られており、「絞り」や「レンズシャッター」などをゆっくり動かすと同様の効果が得られる。絞りを制御してボケ味を調節している例では、ミノルタα7の「STFモード」や、露光間絞り・アポダイゼーションといった名称を付けているカメラが該当する。レンズシャッターを制御しボケ味を調節している例では、セイコーシャESFシャッターを搭載したレンズシャッターカメラ（ミノルタ ハイマチックE、リコー エルニカF、オリンパス 35ECR）などが該当する。

## 沿革
1998年、ミノルタが「アポダイゼーション光学エレメント」を搭載した「STF 135mmF2.8［T4.5］」（現: Sony SAL135F28）を発売。ミノルタの一眼レフカメラ「α」Aマウントシリーズ用のレンズとして同社が設計・発売したものである。写真家の中でも評価が高く、このレンズのボケ味に勝るレンズはないとされていた。2006年に、コニカミノルタからソニーに同社カメラ事業が引き継がれた後も、このレンズの生産・販売は継続されている。
2010年代中頃より、同様な機能のレンズの新たな商品化が活発になっており、2014年に富士フイルムから「アポダイゼーションフィルター搭載」として、「フジノンレンズ XF56mmF1.2 R APD」が発売された。ミノルタのレンズは位相差オートフォーカス（AF）が困難であったためマニュアルフォーカスだったが、フジノンはコントラストAFにより「世界初のAPDフィルタ搭載AFレンズ」としている。その後2016年に、Venus Opticsから「LAOWA 105mm F2 BOKEH DREAMER」が、2017年には、ソニーからEマウントで「像面位相検出AFに対応、レンズ内手ブレ補正搭載」とした新製品「FE 100mm F2.8 STF GM OSS」（SEL100F28GM）が発売された。2019年には、キヤノンから「RF85mm F1.2 L USM DS」が発売された。

## レンズ

### SAL135F28
- 発売メーカー - ミノルタ（2006年以降はソニー）
- 発売時期 - 1998年
- 対応マウント - Aマウント
- フォーカス - マニュアルフォーカス（MF）のみ

- レンズ構成 - 6群8枚（うち1群2枚はアポダイゼーション光学エレメント）
- APDフィルターの種類 - アポダイゼーション光学エレメント
- 絞り羽根 - 自動絞り9枚、手動絞り10枚（円形絞り）
- 最小絞り - F31（T32）
- 最短撮影距離 - 0.87m
- 最大撮影倍率 - 0.25倍
- フィルター径 - 72mm -（F値に対し前玉を大きくすることで、口径食がほぼ無い設計になっている。）
- 大きさ・質量 - φ80×99mm、730g
- その他 - 1.4x/2xテレコン（初期、II、Dタイプ）装着可能

### フジノンレンズ XF56mmF1.2 R APD
- 発売メーカー - 富士フイルム
- 発売時期 - 2014年
- 対応マウント - Xマウント
- フォーカス - コントラストAF
- レンズ構成 - 8群11枚（APDフィルターは含まず）
- APDフィルターの種類 - APDフィルター
- 絞り羽根 - 7枚（円形絞り）
- 最小絞り - F16
- 最短撮影距離 - 0.7m
- 最大撮影倍率 - 0.09倍
- フィルター径 - 62mm
- 大きさ・質量 - φ73.2×69.7mm、405g
- その他 - APS-C専用。アポダイゼーションフィルターが無いXF56mmF1.2 Rも発売。

### LAOWA 105mm F2 BOKEH DREAMER
- 発売メーカー - Venus Optics
- 発売時期 - 2016年
- 対応マウント - EFマウント、Fマウント、Aマウント、Eマウント、Kマウント
- フォーカス - マニュアルフォーカス（MF）のみ
- レンズ構成 - 8群11枚（うち1枚はAPDフィルター）
- APDフィルターの種類 - APDフィルター
- 絞り羽根 - 9枚（円形絞り）、アポダイゼーションエレメント14枚
- 最小絞り - F22
- 最短撮影距離 - 0.9m
- 最大撮影倍率 - 0.16倍
- フィルター径 - 67mm
- 大きさ・質量 - φ76×98.9mm、746g
- その他 - アポダイゼーションエレメントにも14枚の絞り羽根を搭載。

### SEL100F28GM
- 発売メーカー - ソニー
- 発売時期 - 2017年
- 対応マウント - Eマウント（フルサイズ対応）
- フォーカス - オートフォーカス（AF）
- レンズ構成 - 10群13枚（APDエレメントは含まず）
- APDフィルターの種類 - アポダイゼーション光学エレメント
- 絞り羽根 - 絞り11枚（円形絞り）
- 最小絞り - F20（T22）
- 最短撮影距離 - 0.57m（マクロ切り替え時）
- 最大撮影倍率 - 0.25倍（マクロ切り替え時）
- フィルター径 - 72mm -（F値に対し前玉を大きくすることで、口径食がほぼ無い設計になっている。）
- 大きさ・質量 - φ85.2×118.1mm、700g
- その他 - レンズ内手ブレ補正対応。

### RF85mm F1.2 L USM DS
- 発売メーカー - キヤノン
- 発売時期 - 2019年
- 対応マウント - RFマウント
- フォーカス - オートフォーカス（AF）
- レンズ構成 - 9群13枚
- APDフィルターの種類 - DSコーティング
- 絞り羽根 - 絞り9枚（円形絞り）
- 最小絞り - F20（T22）
- 最短撮影距離 - 0.85m（マクロ切り替え時）
- 最大撮影倍率 - 0.12倍（マクロ切り替え時）
- フィルター径 - 82mm
- 大きさ・質量 - φ103.2×117.3mm、1195g
- その他 - アポダイゼーションフィルターが無いRF85mm F1.2 L USMも発売。